# Čistá u Horek
Pour les articles homonymes, voir Čistá.
Čistá u Horek (en allemand : Tschiest, précédemment : Cista ou Tschista) est une commune du district de Semily, dans la région de Liberec, en Tchéquie. Sa population s'élevait à 579 habitants en 2021.

## Géographie
Čistá u Horek se trouve à 22 km au sud-est de Semily, à 47 km au sud-est de Liberec et à 98 km au nord-est de Prague.
La commune est limitée par Horní Kalná au nord-est, par Dolní Kalná à l'est, par Horní Olešnice au sud-est, par Borovnice au sud, par Vidochov au sud-ouest, par Horka u Staré Paky à l'ouest et par Bukovina u Čisté au nord-ouest.

## Histoire
La première mention écrite du village date de 1365.

## Patrimoine

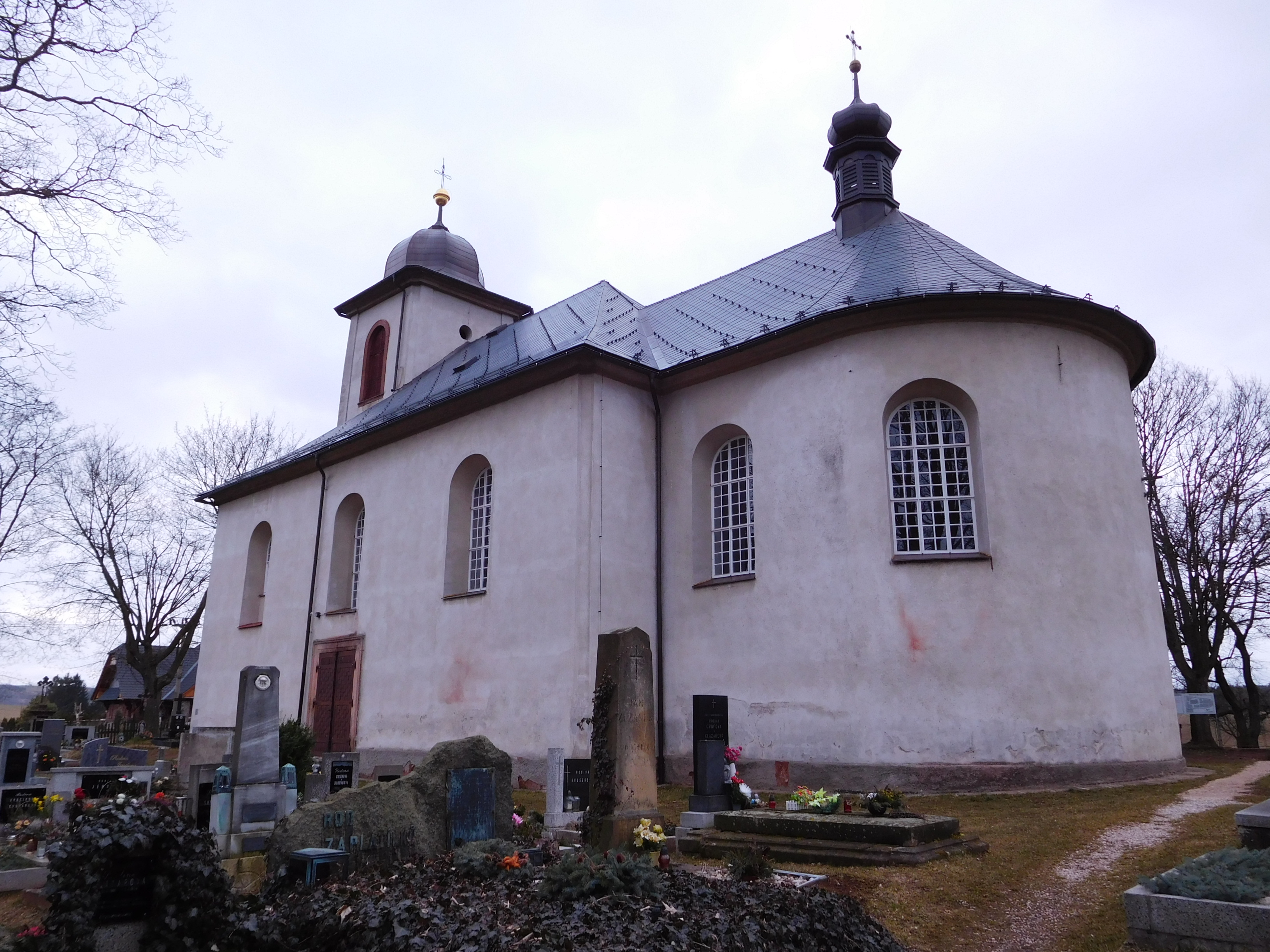
Église Saint-Procope.
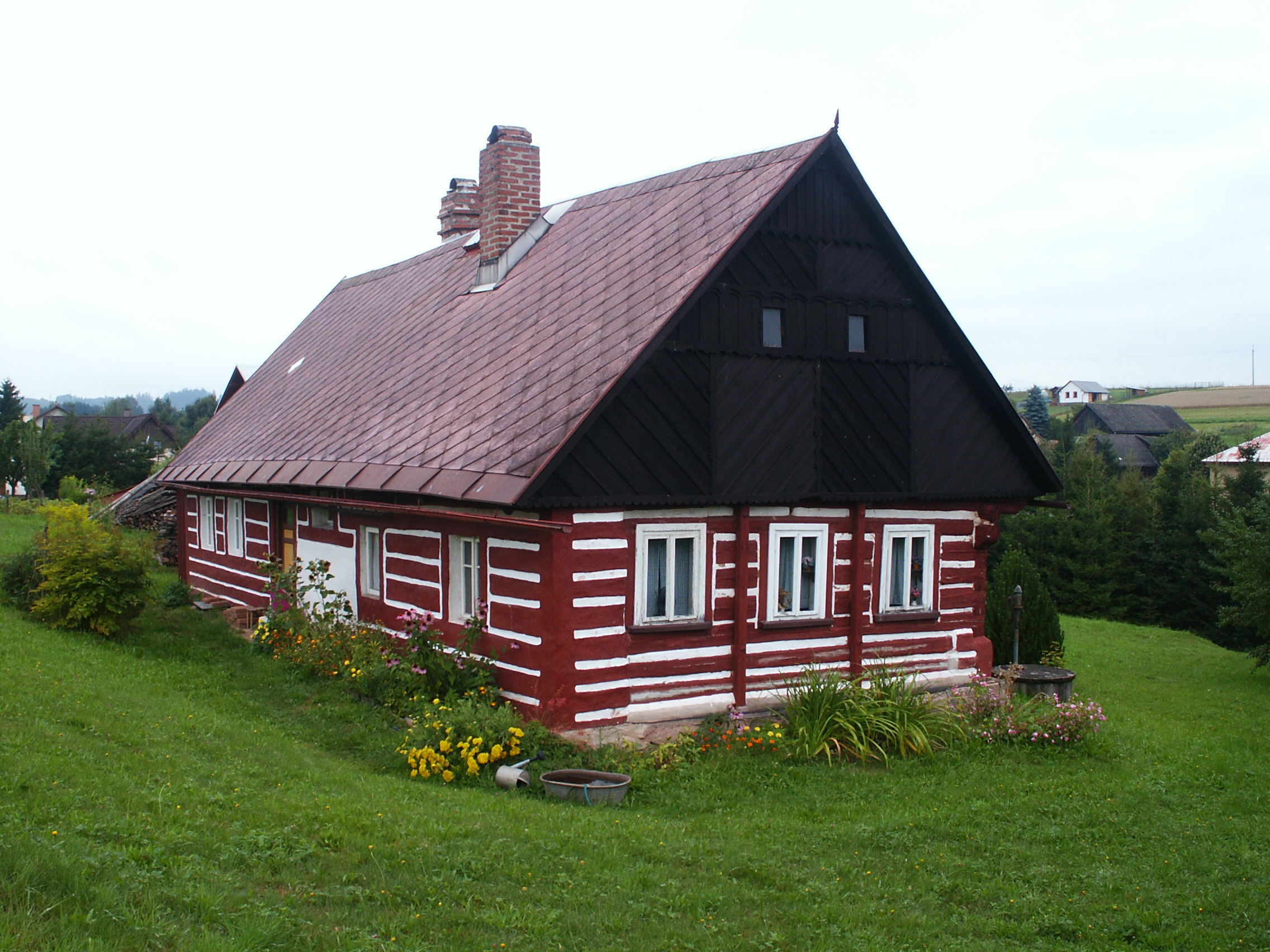
Architecture traditionnelle.

## Transports
Par la route, Čistá u Horek se trouve à 16 km de Vrchlabí, à 33 km de Semily, à 68 km de Liberec et à 120 km de Prague.